# ديدي بينامي
فيرد «ديدي» بينامي (بالإنجليزية: Didi Benami)‏ (بالعبرية: ורד "דידי" בן עמי؛ ولد 25 أكتوبر 1986) مغنية وكاتبة أغاني أمريكية من نوكسفيل، تينيسي، حلت في المركز العاشر الدور النهائي في الموسم التاسع من أمريكان أيدول. منذ ظهورها في أمريكان أيدول، أمضت بينامي السنوات القليلة التالية في صقل مهارتها، وأخذت دروسًا وكتابة أول ألبوم كامل لها.

## نشأتها
ولدت بنامي في نيويورك قبل أن تنتقل إلى تينيسي في السابعة من عمرها. والدها إسرائيلي واسمها الأول،  (ורד) تعني "فيرد  ورد في العبرية.

## روابط خارجية
- Official Didi Benami Site
- Didi Benami at أمريكان آيدول
- Didi Benami on Twitter
- Official Didi Benami page on Instagram
- Official Didi Benami Page on Facebook